# Christer Gustafsson
Christer Gustafsson, född 31 december 1987 i Stockholm, är en svensk före detta fotbollsspelare. Har spelat i bland annat Hammarby IF, där han gick hela vägen från juniorlaget via Hammarby TFF upp till A-laget, och IK Sirius där han spenderade 8 säsonger och var med och avancerade från division ett till Allsvenskan. Gustafssons moderklubb är Årsta AIK.

## Karriär
Gustafsson skrev i oktober 2010 på ett 1+1-årskontrakt med Hammarby IF. Den 10 januari 2012 meddelade Hammarby via sin hemsida att Gustafsson inte hade erbjudits en förlängning på sitt kontrakt och att han istället hade skrivit på för IK Sirius.
Efter åtta säsonger i IK Sirius lämnade Gustafsson efter säsongen 2019 klubben. Gustafsson belönades av Sirius supporterklubb Västra Sidan med utmärkelsen "Årets Kjelledine" som lagets bästa spelare säsongen 2019.
Christer Gustafsson representerade IK Sirius i tre divisioner, Division 1 (2012-2013), Superettan (2014-2016) och Allsvenskan (2017-2019).
I december 2019 värvades Gustafsson av IF Brommapojkarna. Han spelade 43 tävlingsmatcher för klubben under två säsonger men lämnade BP efter säsongen 2021.
Efter säsongen 2021 avslutade Gustafsson sin fotbollskarriär.